# Mistrzostwa Polski w Biathlonie 1975
9. Mistrzostwa Polski w biathlonie odbyły się w 1975 w Zakopanem. Rozegrano dwie konkurencje, bieg indywidualny mężczyzn na dystansie 20 kilometrów i bieg sprinterski na dystansie 10 kilometrów.

## Terminarz i medaliści
| Data | Konkurencja                | Złoto                             | Srebro                              | Brąz                           |
| 1975 | Bieg indywidualny mężczyzn | Andrzej Rapacz WKS Legia Zakopane | Wojciech Truchan WKS Legia Zakopane | Jan Szpunar WKS Legia Zakopane |
| 1975 | Bieg sprinterski mężczyzn  | Andrzej Rapacz WKS Legia Zakopane | Wojciech Truchan WKS Legia Zakopane | Jan Szpunar WKS Legia Zakopane |